# Compagnia dei Bianchi

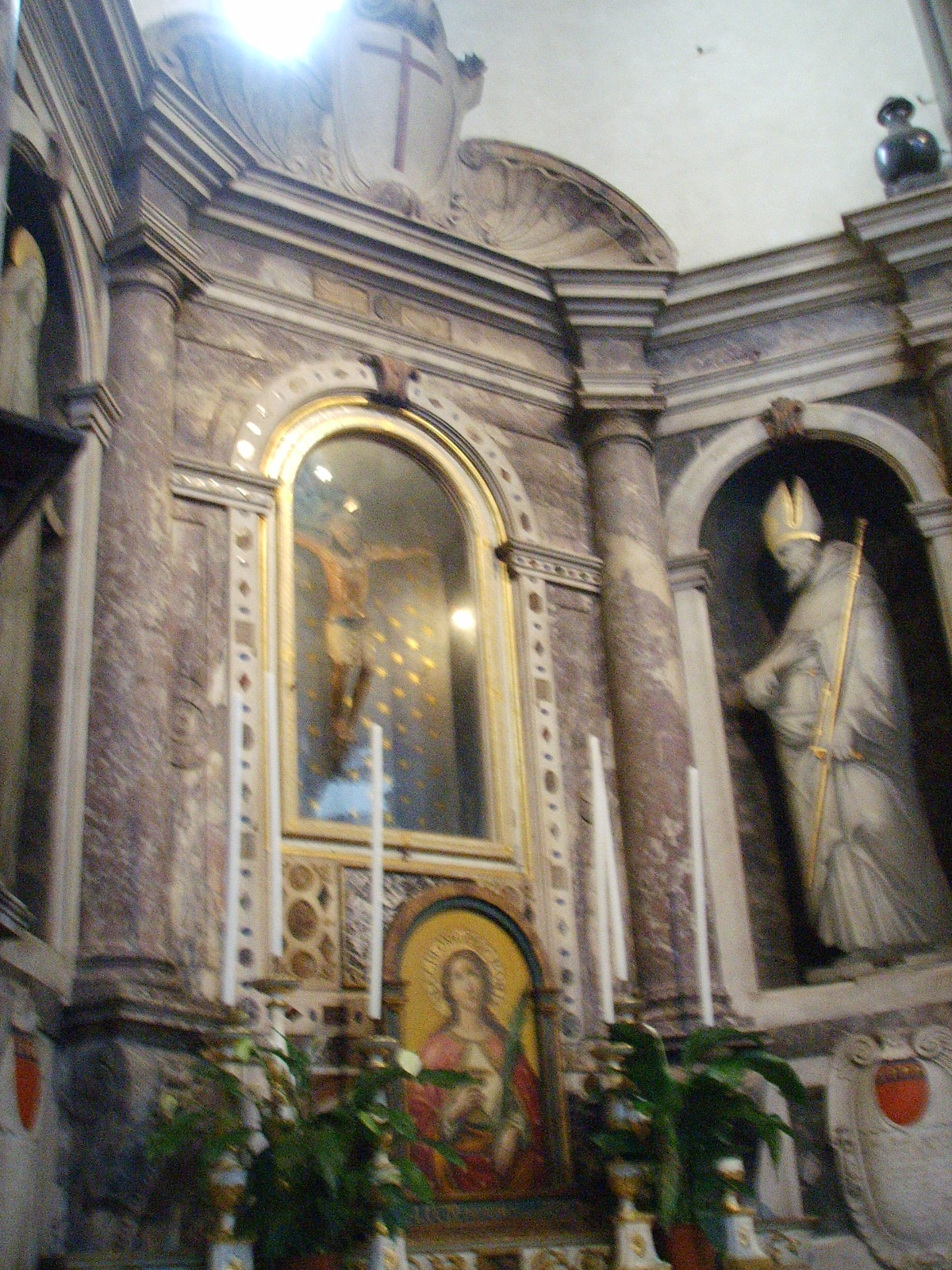
Il Crocifisso dei Bianchi in Santo Spirito

Col nome di Compagnia o Confraternita dei Bianchi si intendono varie associazione religiose di laici in tutta Italia. Originatesi dal movimento dei pellegrini attraverso l'Europa tra XIV e XV secolo, erano tutte caratterizzate dal vestito bianco e umile, fatto di cappa e cappuccio.
Nelle città formavano lunghe processioni dietro a crocifissi portati a spalla, spesso flagellandosi con la disciplina in silenzio.

## Campania

### Napoli
Nella sola città di Napoli dal XV secolo in poi sorsero numerosi sodalizi congregazionali caratterizzati da tale colore dell'abito, tra quelli ancora attivi si citano in questa sede:
- La Compagnia dei Bianchi della Giustizia: questa illustre confraternita venne fondata da San Giacomo della Marca nella seconda metà del XV secolo. Il suo scopo era di recare conforto e assistenza ai condannati a morte. Nel Complesso degli Incurabili di Napoli sopravvive l'oratorio congregazionale, composto da vari ambienti dalla notevole ricchezza artistico-decorativa[1].
- L'Arciconfraternita dei Bianchi dello Spirito Santo (Napoli): fondata nel XVI secolo, edificò il suo oratorio nei pressi della Basilica dello Spirito Santo. Mantiene il possesso della sua storica sede. La sua collezione di argenti è depositata presso il Pio Monte della Misericordia.
- L'Arciconfraternita dei Bianchi dei Santi Francesco e Matteo alla Scala Santa: questa confraternita, nata nella seconda metà del XVI secolo, costruì un proprio oratorio nei Quartieri Spagnoli agli inizi del secolo successivo. Mantiene il possesso della sua storica sede.
- L'Arciconfraternita dei Bianchi di Sant'Antonio: costituitasi nel XVI secolo, acquistò nel 1621 una cappella nel Complesso di San Severo nel Rione Sanità, trasformandola in un oratorio in stile barocco ricco di opere d'arte di pregio. Mantiene il possesso della sua storica sede.
- L'Arciconfraternita dei Bianchi del Santissimo Sacramento nel Duomo: venne fondata nel 1549 dal cardinale Gian Pietro Carafa. Ha da sempre la sua sede al primo livello di una delle torri campanarie della Cattedrale[2].
- Purtroppo molte altre sono andate estinte, come: l'Arciconfraternita dei Bianchi della Carità in Santa Sofia[3] (la cui funzione era quella di dare sepoltura agli indigenti), quella dei Bianchi Cinturati in Santa Maria Ancillarum[4],  quella dei Bianchi di Santa Maria della Salvazione e della Morte[5] (la cui sede presso la Chiesa di Sant'Anna di Palazzo fu distrutta dai bombardamenti della Seconda Guerra Mondiale), quella dei Nobili Bianchi di Santa Maria del Rimedio[6] (che aveva la sua sede nel Complesso della Santissima Trinità degli Spagnoli), quella dei Bianchi della Natività di Nostra Signora a Pizzofalcone[7] (il cui oratorio sopravvive accanto alla Basilica di Santa Maria degli Angeli a Pizzofalcone), quella dei Bianchi di Santa Maria della Fede[8], quella dei Bianchi del Santissimo Sacramento in San Giovanni Maggiore[9], quella dei Bianchi del Santissimo Sacramento e dei Santi Agostino e Monica in Santa Maria della Neve[10], quella dei Bianchi della Santa Croce presso il Conservatorio della Pietà dei Turchini eccetera.

### Altre località della regione
- Congregazione dei Bianchi di Giustizia (conosciuta col titolo di Congregazione del Corpo di Cristo) di Giugliano in Campania; tale confraternita, di cui si ignora la data di fondazione, operò soprattutto nel XVII secolo a Giugliano e in varie parti della diocesi di Aversa, sconfinando anche oltre questa. Il suo esercizio è accertato a Casandrino, Capua, Arienzo e Marano.

## Liguria
- Confraternita dei Bianchi (Pietra Ligure)

## Piemonte
- Confraternita dei Bianchi (Chieri)

## Sicilia
A Catania è presente l'Arciconfraternita dei Bianchi, con sede all'interno di una caratteristica cappella barocca.
A Paternò é presente l'Arciconfraternita dei Bianchi,la seconda più antica della città,che ha sede nella chiesa di Cristo al Monte.
A Palermo la Compagnia dei Bianchi aveva sede presso l'Oratorio dei Bianchi (Palermo). Di essa potevano fare parte soltanto nobili.
A Monreale la Compagnia dei Bianchi, sorta nel 1565 con Statuti e capitoli analoghi a quelli della coeva (1541) Compagnia dei Bianchi di Palermo, a partire dal XVII secolo ebbe sede nella Chiesa di Sant'Agata al monte che fu fatta costruire agli inizi del 1600 dalla Compagnia stessa. Ne facevano parte 60 gentiluomini delle prime famiglie della città. L’interno, a tre navate, presenta stucchi di Procopio Serpotta.
A Castelvetrano la Compagnia dei Bianchi, attiva anch'essa tra la seconda metà del Cinquecento e la prima del XIX secolo, era governata da un Rettore. Tra i suoi compiti quello di prestare gli ultimi conforti ai condannati a morte. I suoi membri erano soltanto nobili.
Se ne trovano inoltre a Messina, Trapani e Corleone.

## Toscana
A Castelfranco di Sopra, nel Valdarno, c'è una cappella della Compagnia dei Bianchi; a San Pancrazio Val di Pesa (Firenze), la Compagnia dei Bianchi fu istituita all'inizio del XV secolo, con i nomi di San Pancrazio e Santa Cecilia, nomi che poi lasciò per assumere quello della Santissima Annunziata.
A Firenze ne esistevano più di una: la Compagnia di Sant'Agostino del Crocifisso dei Bianchi risaliva al 1399, ed aveva sede in via Maffia, con un altare in Santo Spirito con un venerato Crocifisso; la Compagnia del Crocifisso di San Pietro a Murrone esisteva dal 1400 e dal 1531 si era unita quella della Maddalena e il cui crocifisso è oggi nella chiesa di San Michele Visdomini; la Compagnia di San Benedetto Bianco che aveva un crocifisso ligneo considerato miracoloso nella basilica di Santa Trinita; la Compagnia del Santissimo Sacramento di Santa Lucia sul Prato, con un quarto crocifisso processionale donato da pellegrini; un quinto infine si trova nella chiesa di Sant'Ilario a Colombaia.
A Fosdinovo, l'istituzione della Compagnia dei Bianchi risale al 1468, quando venne fondata dal francescano Giovanni da Milano, in concomitanza della fondazione dell'Oratorio dei Bianchi, che ospitava una trecentesca statua lignea rappresentante la Madonna. Tale edificio fu poi distrutto da un incendio nel 1501, ma fu poi ricostruito tra il 1648 ed il 1653 sotto il Marchesato di Giacomo (Jacopo) II Malaspina di Fosdinovo e abbellito da una pregevolissima facciata in marmo bianco di Carrara da suo figlio Pasquale Malaspina di Fosdinovo, nel 1666.

## Umbria
A Vallo di Nera nella chiesa di Santa Maria è presente un lungo affresco di Cola di Pietro da Camerino (1401) raffigurante la Processione dei Bianchi.

## Calabria
A Tropea è ancora attiva la Confraternita dei Bianchi di San Nicola che ha anche giurisdizione sulla Cappella nella quale officia le sue attività. Caratteristica peculiare di questa confraternita è che il requisito fondamentale per l'ammissione è essere di nobile ascendenza almeno per linea paterna. Per ragioni cortesia e opportunità in passato i Bianchi di San Nicola hanno accolto nella loro confraternita il Vescovo di turno della diocesi di Tropea; anche talvolta in ammenda al requisito di nobile agnazione. Altra peculiarità di questa confraternita è che fu una delle prime ad ammettere le donne e concedere pari status ad esse.